# Cantonul Clary
Cantonul Clary este un canton din arondismentul Cambrai, departamentul Nord, regiunea Nord-Pas-de-Calais, Franța.

## Comune
- Bertry
- Busigny
- Caudry
- Caullery
- Clary (reședință)
- Dehéries
- Élincourt
- Esnes
- Haucourt-en-Cambrésis
- Ligny-en-Cambrésis
- Malincourt
- Maretz
- Montigny-en-Cambrésis
- Villers-Outréaux
- Walincourt-Selvigny